# Droga I/28 (Czechy)
Droga krajowa 28 (cz. Silnice I/28) – droga krajowa w  zachodnich  Czechach. Krótka arteria stanowi połączenie miasta Louny z drogą krajową nr 15.